# Corts de Barcelona (1503)
Les Corts de Barcelona de 1503 són convocades per Ferran el Catòlic i se celebraren entre el 26 d'abril i el 28 de novembre de 1503. Era President de la Generalitat Alfons d'Aragó, si bé el 22 de juliol varen ser extrets nous diputats i fou rellevat per Ferrer Nicolau de Gualbes i Desvalls. A l'agost es concedí un donatiu al rei de 200.000 lliures de les quals 130.000 corresponien al pagament de 200 homes d'armes i 200 genets durant tres anys. Els diners havien de sortir d'un fogatge. S'acordà crear un nou dret d'entrada sobre els canemassos, si bé no entrà en funcionament fins al 1506.